# Tenis en Bielorrusia

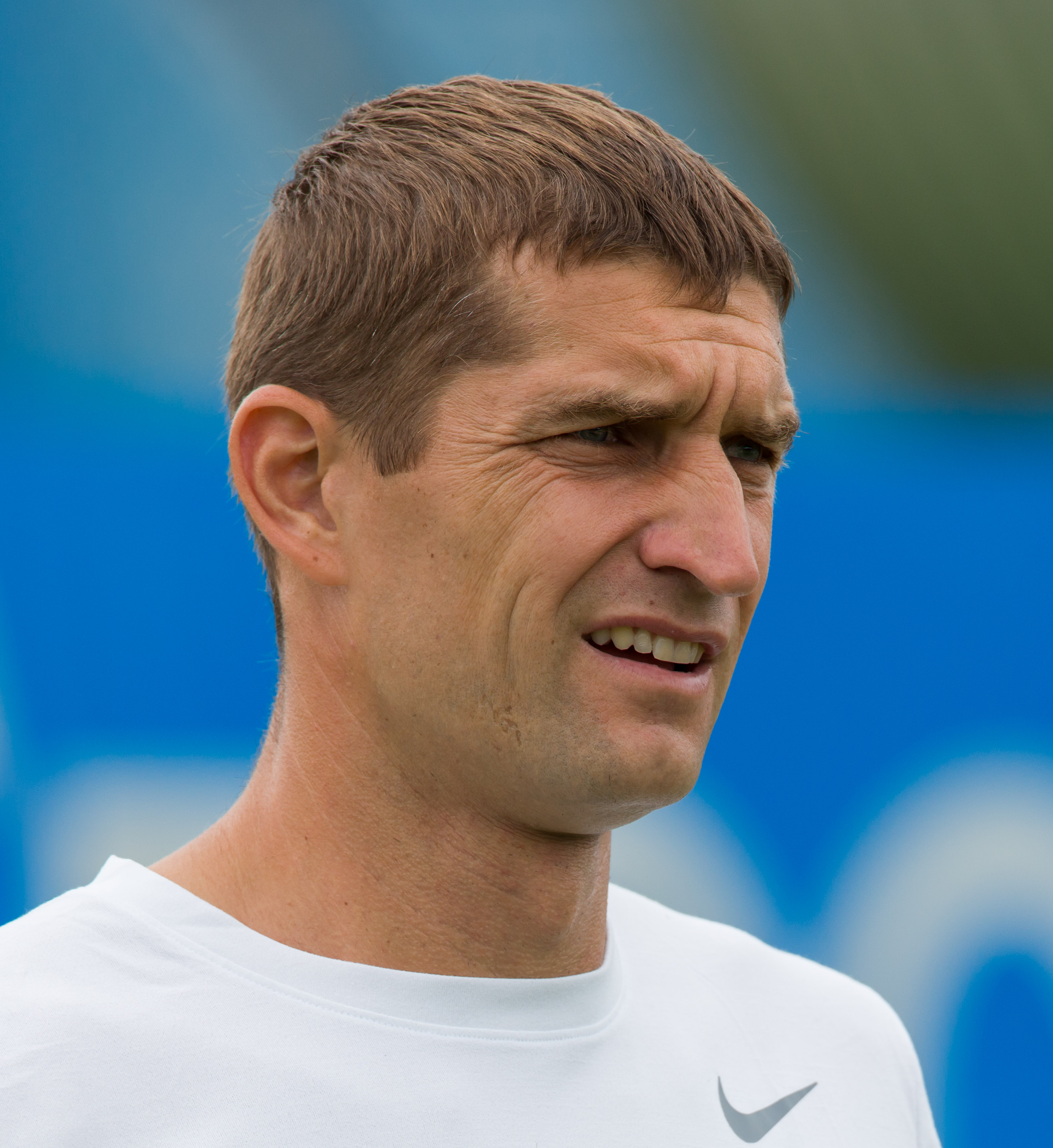
Max Mirnyi N.º 1 en dobles y N.º 18 en individuales

La principal figura del tenis en Bielorrusia ha sido Max Mirnyi, quien alcanzó el puesto N.º 18 en 2003, pero destacó más en dobles donde fue N.º 1 del mundo y ganó 52 títulos, 7 de ellos Grand Slams.
A nivel de representación nacional el Equipo de Copa Davis de Bielorrusia alcanzó la semifinal en el año 2004, gracias a sus dos grandes estrellas Max Mirnyi y Vladimir Voltchkov.

## Mejores en el ranking ATP en individuales masculino
Tenistas que han alcanzado el Top 100 del ranking ATP.